# Ander Guevara
Artikeln följer den spanska namnseden; faderns efternamn är Guevara och moderns efternamn Lajo.
Ander Guevara Lajo, född 7 juli 1997, är en spansk fotbollsspelare som spelar för Real Sociedad. Han spelar främst som mittfältare.

## Karriär
Guevara debuterade för Real Sociedad den 26 oktober 2017 i en 1–0-vinst över Lleida Esportiu i Copa del Rey, där han blev inbytt i den 72:a minuten mot Rubén Pardo. Guevara gjorde sin La Liga-debut den 15 mars 2019 i en 1–1-match mot Levante.
Den 7 juni 2019 förlängde Guevara sitt kontrakt i Real Sociedad till 2024, och två dagar senare blev han uppflyttad till A-laget på heltid.